# Championnat d'Europe de baseball 1958
Navigation
Édition précédente Édition suivante
Le championnat d'Europe de baseball 1958, cinquième édition du championnat d'Europe de baseball, a eu lieu du 5 au 12 juin 1958 à Amsterdam, aux Pays-Bas. Il a été remporté par l'équipe des Pays-Bas.